# Acacia phlebophylla
Acacia phlebophylla é uma espécie de leguminosa do gênero Acacia, pertencente à família Fabaceae.